# Raduga Kh-28
Raduga Kh-28 (tiếng Nga: Х-28, tên ký hiệu của NATO: AS-9 Kyle) là một loại đạn tự hành chống bức xạ của Liên Xô.

## Thiết kế và phát triển
Đạn tự hành được phát triển để sử dụng trên loại máy bay tiêm kích-bom Yakovlev Yak-28 cùng với Kh-22 và KSR-5. Nó bắt đầu được sản xuất năm 1971 và được sử dụng trên các máy bay ném bom của Sukhoi và Tupolev, nhưng không được sử dụng trên Yak-28 như kế hoạch đã định. Trước khi phóng đi, hệ thống dẫn đường được lập trình để bám tần số của mục tiêu radar bởi thiết bị tác chiến điện tử Metel, thiết bị này được gắn ngoài máy bay (Su-7B, Su-17, Tu-22M) hay được gắn trong thiết bị Filin (Su-24).